# 立憲革命 (タイ)

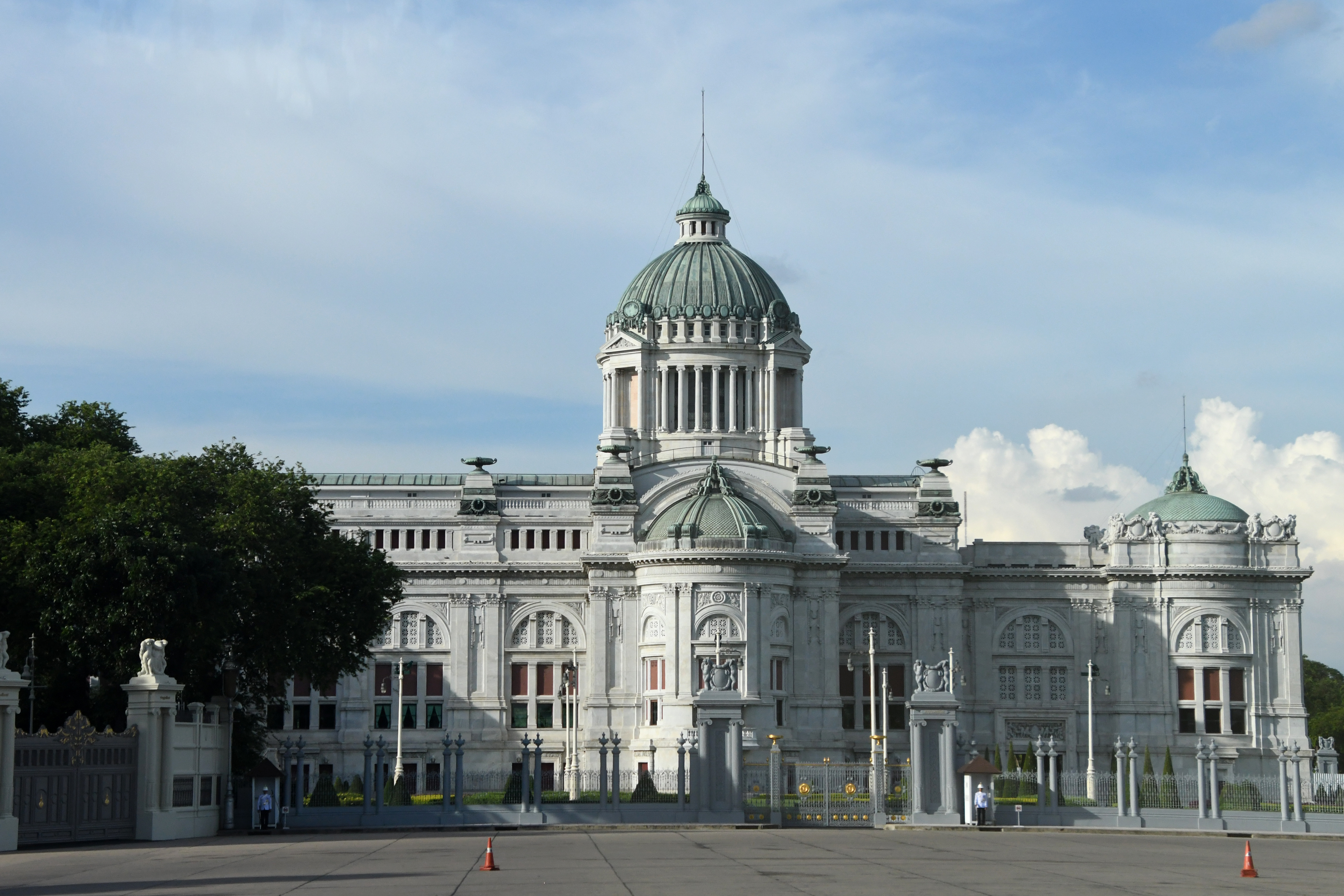
アナンタサマーコム殿（この殿の前のラーマ5世騎馬像の隣で『人民党宣言』が読み上げられた。）

1932年6月24日にタイ王国（シャム王国）で勃発した立憲革命（りっけんかくめい）は、タイを絶対君主制から立憲君主制へと移行させたクーデターあるいは革命である。クーデターは、主に平民出身で構成された文民、軍人の官僚により組織された人民党によって行われた。

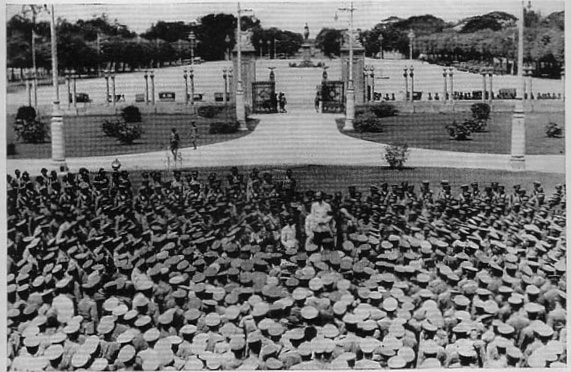
アナンタサマーコム殿

無血革命と説明されることが多いが、ただ一人、陸軍第一師団長のセーナーソンクラーム伯少将が取り押さえられる際、発砲を受け流血しているため、厳密には無血革命とは言えない。
なお、この政変を革命と表現するかクーデターと表現するかは定まっていない。日本語においては「立憲革命」と革命扱いされているが、英語においては "coup d'état of 1932" あるいは "coup" が用いられる表現がなされる事が多い。タイ語においては「仏歴2475年のシャム革命 (การปฏิวัติสยาม พ.ศ. 2475)」という表現がなされるが、そもそもタイ語における「革命 (ปฏิวัติ) 」と言う言葉自体、1971年にタノームがクーデターを起こした際に「革命団」と名乗るなどただ単に「変革」、「クーデター」と言う意味で使われる事がある。なおタイ語においては、この立憲革命を含め、成功したクーデターを一括して、やんわりと「政変 (การเปลี่ยนแปลงการปกครอง) 」と表現する事も多い。この項目においては、特に両者を区別せずにクーデターという表現で統一する。

## 背景

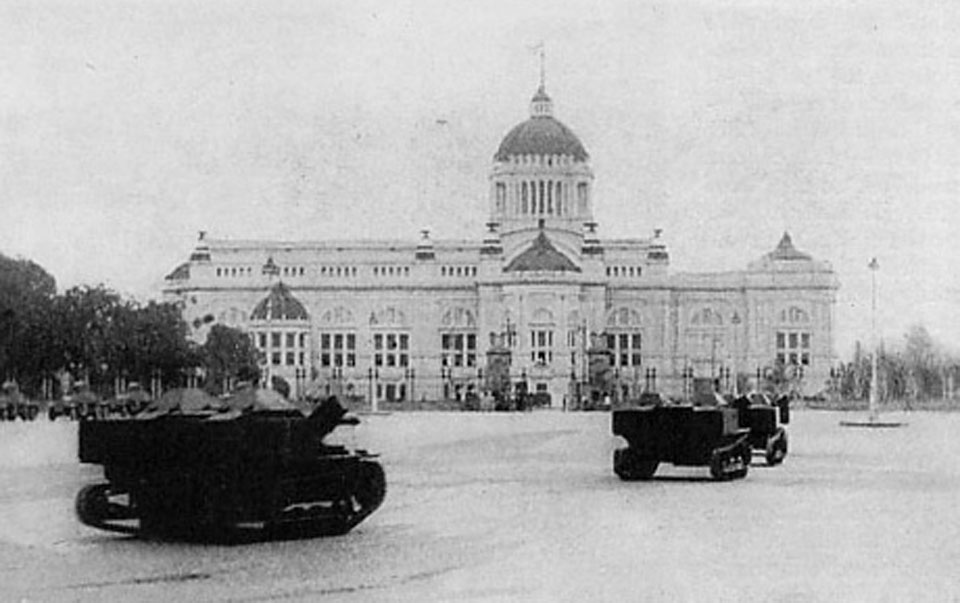
アナンタサマーコム殿

チャクリー改革以降、ブンナーク家の支配を脱し、ラーマ5世（チュラーロンコーン）、ラーマ6世（ワチラーウット）は政治的に重要なポストに西洋教育を受けた王族を優先的に配置し、その実権を握っていた。一方で、ドゥシット宮殿（ウィマーンメーク宮殿、アナンタサマーコム宮殿）や、バーンパイン宮殿、サナームチャン宮殿など、数々の宮殿を建造するなどの贅を尽くした生活様式や、特にラーマ6世に顕著に見られるが、文芸の保護に力を入れ、スアパー（ボーイスカウトの大人版）などの私的クラブなどの活動を行うことで、その国費を大いに消費した。
一方で1926年から当時の国王であったラーマ7世（プラチャーティポック）は大規模な官僚らのリストラを行い、国費の消費傾向に歯止めをかけたが、1929年に始まった世界恐慌はタイ最大の輸出品であった米の輸出量を大きく下げ、これに伴い政府の収入も下降した。1931年のタイの予算は歳入が7894万バーツで、約853万バーツの赤字が出るほどのものとなった。
このような中、国王は財政再建のため官僚らの給料の据え置きを画策。ラーマ4世の孫である陸軍元帥ボーウォーラデート親王がこの政策に反対し、摂政のナコーンサワンウォーラピニット親王（ボーリパットスクムパン親王とも、以下「ナコーンサワン親王」）や運輸省のカムペーンペットアッカラヨーティン親王（ブラチャットチャイヤコーン親王とも以下「カムペーンペット親王」）と口論を交わし、最終的に辞任した。この事件は、そのころ普及し始めた新聞が連日報じ巷を騒がせた。
一方政府の見込みでは、1932年の予算ではさらなる赤字が見込まれることから、国王は各新聞社に謝罪とともに、官僚らの大規模なリストラを再び行うことを発表した。このことは新たなメディアであった新聞の読者であった官僚らを怒らせ、新聞社は王族ら上流階級に対するネガティブ・キャンペーンを洋々な形で展開し、政府が発禁に処すこともあった。
その一方でラーマ7世は同時期にチャクリー王朝150周年記念日に向けて、欽定憲法を制定しようと考えていたがナコーンサワン親王、憲法草案に携わったシーウィサーンワーチャー伯などの反対より断念した。このような中、立憲革命は勃発した。

## 立憲革命

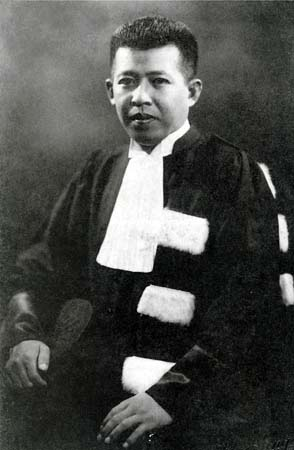
プラディットマヌータム男爵プリーディー・パノムヨン
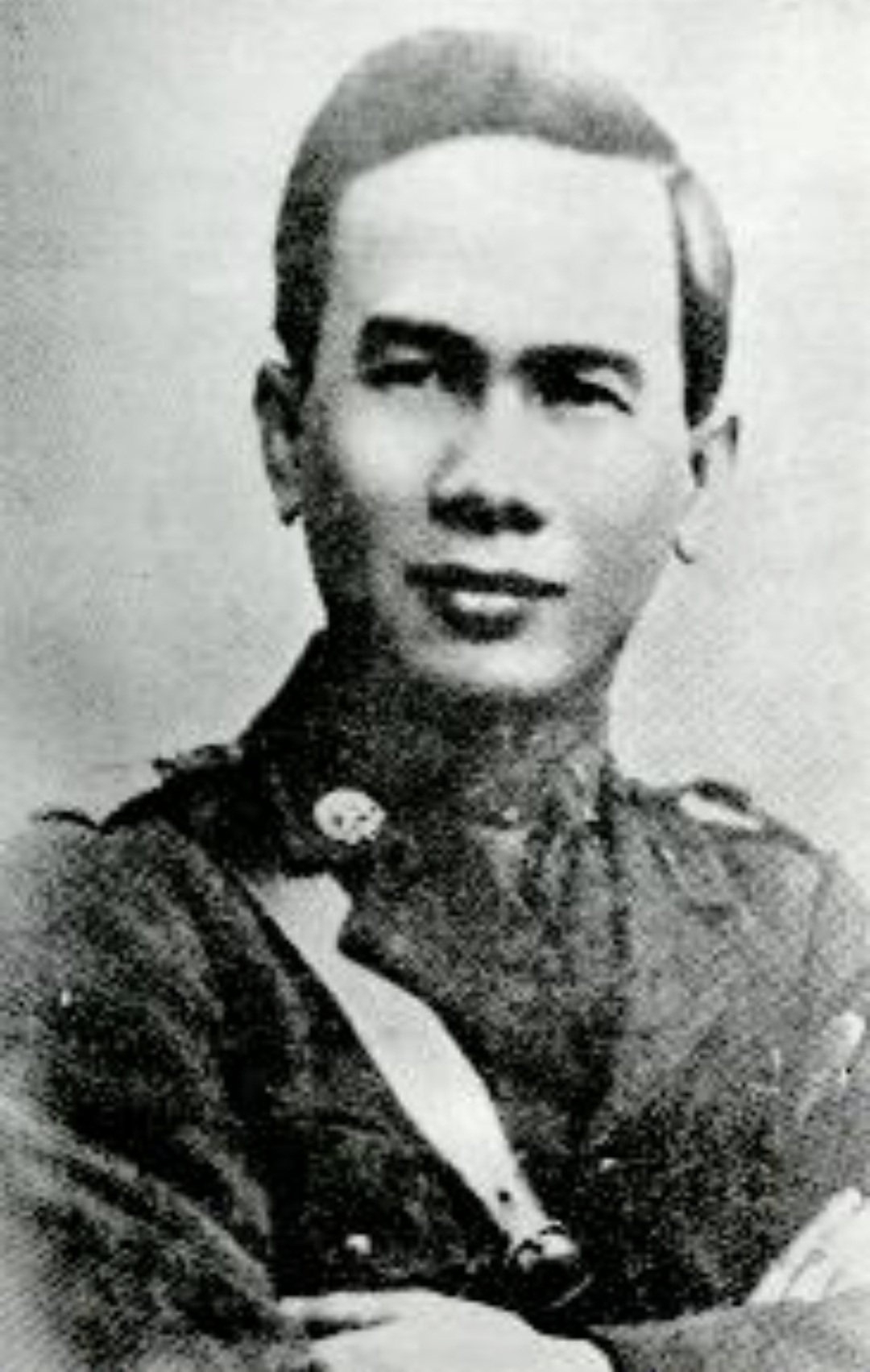
陸軍少佐ピブーンソンクラーム男爵プレーク・キータサンカ

このクーデターの指導者の一人であるプリーディー・パノムヨンによれば1927年に人民党が結成された。最初はプリーディー、プラユーン、クワン、タナサイ、ピブーンソンクラーム男爵、シリラートマイトリー男爵、トゥワ、ネープ7人による小さな派閥であったが、フランス留学時代のつてを頼って、あるいは社会不安に乗じてどんどん勢力を拡大した。
1932年6月12日四回にわたって行われた会議の末、ソンスラデート伯の家でクーデターの実行が決定した。その内容は6月19日に国王がフワヒンに滞在している間に、主要な王族や政府高官を拘束しラーマ5世騎馬像前で独立を宣言するという内容だった。しかし、政府に事前に察知されたり、メンバーの都合合わせなどで再三延期され、結局決行されたのは6月24日であった。

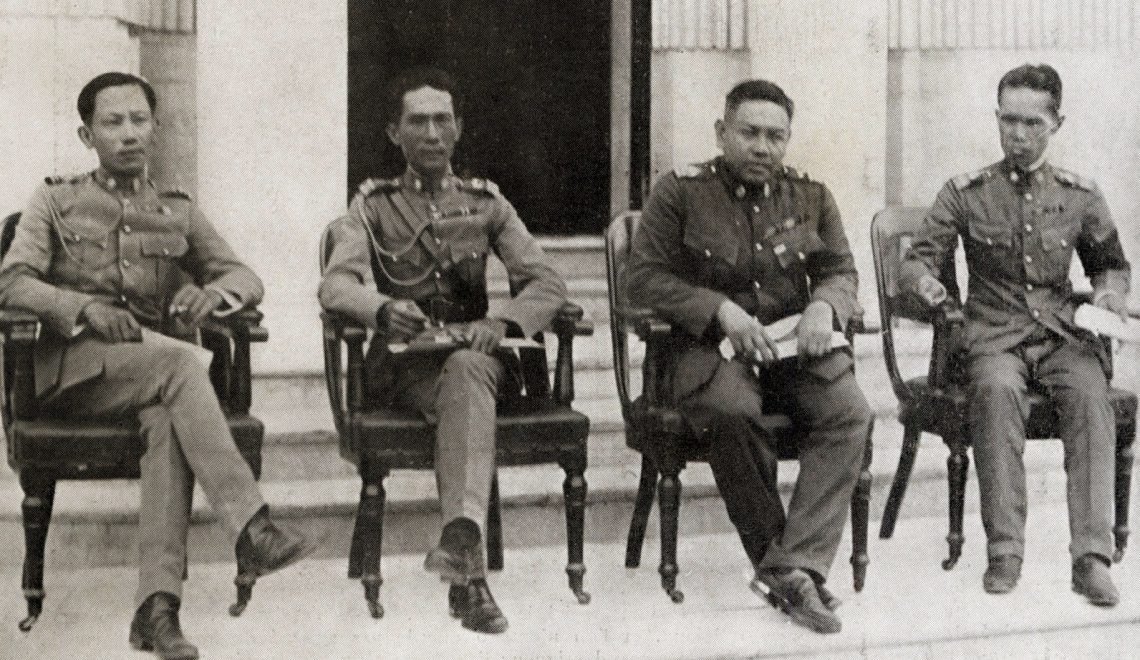
実際に軍事作戦を実行した「四頭の虎」
_{左から 陸軍大佐ソンスラデート伯爵、陸軍中佐プラサートピッタヤーユット子爵、陸軍大佐パホンポンパユハセーナー伯爵、陸軍大佐リットアッカネー伯爵}

陸軍軍人の人民党メンバーリットアッカネー伯は午前5時に陸軍は第一砲兵隊のトラックを奪い、同じ陸軍のプラサートピッタヤーユット子爵は騎兵連隊に忍び込み首都で争乱が起きたと偽り、兵士と武器を奪いリットアッカネー伯の用意したトラックに載せて、ラーマ5世騎馬像前に運んだ。この間ピブーンソンクラーム男爵はパーヌパンユコン親王を監視した。
一方で海軍の人民党メンバーであるシン・カモンナーウィンを中心とするグループは、陸戦隊400人全員を連れだし、多量の武器と一緒にラーマ5世騎馬像前に運んだ。
集合時間の6時をすぎた後、国王なき首都で一番の権力をもつ、摂政のナコーンサワン親王の拘束するようソンスラデート伯はプラ・プラサートピッタヤーユットに命じた。ナコーンサワンはパジャマ姿のままバーンクンプロム宮殿（現タイ国立銀行博物館）のチャオプラヤーに架かる桟橋から船で逃げようとしていたが、人民党員の乗った軍艦が見張っていて身動きがとれないところを、一悶着の末、着替えも許されず連行された。同様に軍隊や警察などのおもな機関の高官が捕らえられ、ラーマ5世騎馬像の北に建つアナンタサマーコム宮殿に拘束された。
これらが一段落すると、パホン伯は兵士の前に出ていわゆる『人民党宣言』を発表した。このとき歓声が起こったとされるが、ほとんどの兵士は何が起きているのか分かりかねていたという回想もある。タノーム政権時代に内相を務めた、このクーデターに兵士として参加していたプラパート大将によれば、仮定の上での予行演習か何かだと感じたそうである。
その後、人民党は4時から王族を集めて王族との会議を行い、これからのことを相談した、プリーディーはクーデターが王族らに「新憲法の制定」のための正当なものであることを説明した。また、タイがイギリスとフランスに挟まれたいわゆる緩衝地帯であったため外交面では列強との連絡を取り、人民党の意図を説明することが不可欠であった。ラーマ4世の孫であった外相のテーワウォンワロータイ親王は国王の反応を知りたがったが、諸外国との連絡役をすることを約束した。
一方国王には翌日25日に、パホン伯、ソンスラデート伯、リットアッカネー伯が署名した「国王が首都に戻り、立憲君主とならねば、新たに国王を立てる」という旨の最終通告を受け取り、26日にバンコクに戻った。
その日の11時人民党やクーデターに参加したメンツに対する恩赦が下り、国王は憲法草案を手渡され、翌日に臨時憲法として承認した。
28日には人民代表委員が開催されマノーパコーンニティターダー伯がタイ初の総理大臣として任命された。

## 結果
このクーデターにおいては外相が早々と新政権に協力し、国王も以前のままであった事などから、外交関係に良くも悪くも変化が生じなかった。
翌年の33年には人民党の文民派の頭目であったプリーディーが『経済計画大綱』を発表。「社会主義の方法を自由主義に組み込んだ」ものであるとしてプリーディーは国民全員を国家公務員にするとした計画を発表、これに対してラーマ7世は「スターリンがまねたのか、プリーディーがまねたのか知らないが」と述べ、プリーディーに対するネガティブ・キャンペーンをマノーパコーン伯と展開、国会は混乱状態に陥りマノーパコーン伯は超法的な処置として、国会を閉会した。直後に共産主義思想を非合法化する。
文民派の力は弱くなり急激に軍部がのし上がっていき1933年6月20日、パホン伯、ピブーン男爵らが、超法的な処置を展開するマノーパコーン政権の無能さを理由にクーデターを起こし、立憲以降初の軍事政権を迎えることとなる。
同年の10月11日にはボーウォーラデート親王が民主的な政治を求めて、クーデターを画策し失敗するなど、タイの政治は立憲から2年経たないうちから混乱を極めた。
1934年にはラーマ7世が白内障を理由に外遊を開始し、翌年の3月2日いつまで経っても民主政治に移行しないパホン政権に向けて「私は人民のために、元々私に有ったところの権力を放棄する心の準備は出来ている。」との名言を残し退位した。

## 注脚
1. ↑  冨田竹二郎　『タイ日大辞典』　めこん出版　1997年